# Mysteryland
Mysteryland és un festival de música electrònica que se celebra a Holanda, Xile i als EUA. És organitzat per ID&T.

## Holanda
Mysteryland neix a Holanda l'any 1994, a Leystad, llavor, l'any 1995 va canviar la seva localització a Rotterdam i actualment es realitza a l'àrea recreativa de Floriade, Haarlemmermeer. Mysteryland és un dels primers festivals de música electrònica que se celebren al món. El festival se celebra l'últim dissabte del mes d'agost i l'última edició va tenir 18 escenaris, com el famós Mainstage, Don't let daddy know (DLDK), Dirty dutch o Q-DANCE.
L'horari del festival és des de les 11:00 fins a les 00:00.
L'any 2013 va celebrar els seus 20 anys i ho va fer amb el millor line-up que ha tingut mai, amb l'espectacle final amb Steve Aoki al capdavant.
Des de fa uns anys, Mysteryland acull prop de 50000 persones al festival i és destí de molts viatges de joves d'arreu del món.